# Skoczomysz leśna
Skoczomysz leśna (Napaeozapus insignis) – gatunek ssaka z rodziny skoczomyszek (Zapodidae), występujący w Ameryce Północnej.

## Zasięg występowania
Zwierzęta te zamieszkują południowo-wschodnią Kanadę w pobliżu Wielkich Jezior, południowo-wschodni półwysep Labrador, północno-wschodnie Stany Zjednoczone i pas na południe ciągnący się wzdłuż Appalachów aż po Georgię. Skoczomysz leśna jest spotykana głównie w chłodnych, wilgotnych lasach świerkowo-jodłowych i choinowych. Żyje też na mokradłach, bagnach i terenach nadbrzeżnych. Gryzonie te są pospolitsze w lasach borealnych (tajdze) niż innych środowiskach. Preferują lasy z gęstym podszytem. W wielu miejscach występują reliktowe populacje zamieszkujące ograniczone obszary sprzyjającego środowiska, takie jak szczyty gór i niewielkie lasy. Są spotykane od poziomu morza w rejonie Zatoki Świętego Wawrzyńca do 2013 m n.p.m. w Appalachach.
Zasięg występowania w zależności od podgatunku:
- N. insignis insignis – wschodnia Kanada (od Nowego Brunszwiku, Wyspy Księcia Edwarda i Nowej Szkocji, na południowy zachód przez wschodni i południowy Quebec do południowo-wschodniego Ontario) i na południe przez północno-wschodnie Stany Zjednoczone do północno-wschodniej i środkowej Pensylwanii, północnego New Jersey i wschodniej Wirginii Zachodniej.
- N. insignis abietorum – południowo-wschodnia Kanada (południowo-środkowe Ontario oraz środkowy i południowo-zachodni Quebec).
- N. insignis frutectanus – południowo-środkowa Kanada (skrajnie południowo-wschodnia Manitoba i skrajnie południowo-zachodnie Ontario) i północno-środkowa Stany Zjednoczone (północna Minnesota, północne Wisconsin i północne Michigan).
- N. insignis roanensis – wschodnie Stany Zjednoczone (wschodnie Ohio, zachodnia Pensylwania, północno-wschodnia, południowa i zachodnio-środkowa Wirginia Zachodnia, środkowa Wirginia, skrajnie południowo-wschodnie Kentucky i wzdłuż granicy Karoliny Południowej i Karoliny Północnej, do skrajnie północnej Georgii i północno-zachodniej Karoliny Południowej).
- N. insignis saguenayensis – wschodnia i południowo-wschodnia Kanada (od Hamilton Inlet, na półwysep Labradorze do Cieśniny Belle Isle i na południowy zachód wzdłuż północnego brzegu rzeki Świętego Wawrzyńca do jeziora Saint-Jean w południowym Quebecu).

## Taksonomia
Gatunek po raz pierwszy naukowo opisał w 1891 roku amerykański botanik i zoolog Gerrit Smith Miller nadając mu nazwę Zapus insignis. Holotyp pochodził z obdzaru rzeki Restigouche, w Nowym Brunszwiku, w Kanadzie. Jedyny przedstawiciel rodzaju skoczomysz ((Napaeozapus) który opisał w 1899 roku amerykański przyrodnik Edward Alexander Preble .
Rodzaj Napaeozapus jest udokumentowany w zapisie kopalnym od środkowego plejstocenu (Cumberland Caverns, Maryland, Stany Zjednoczone). Dane molekularne sugerują, że N. insignis zawiera dwa różne gatunki, N. insignis i N. abietorum, chociaż potrzebne są dalsze badania molekularne i morfologiczne, aby potwierdzić ten układ. Większość podgatunków N. insignis została opisana na podstawie morfologii i prawdopodobnie powinna być zsynonimizowana. Autorzy Illustrated Checklist of the Mammals of the World rozpoznają pięć podgatunków.

### Etymologia
- Napaeozapus: gr. ναπαιος napaios „z zalesionej doliny”, od ναπη napē „dolina”; rodzaj Zapus Coues, 1875 (skoczomyszka)[18].
- insignis: łac. insignis „nadzwyczajny, niezwykły, godny uwagi”, od in „w stronę, w kierunku”; signum „znak”[19].
- abietorum: łac. abietum „z jodły, jodłowy”, od abies, abietis „jodła”[19].
- frutectanus: łac. frutectanus „mieszkaniec krzewów lub krzaków”, od frutex, fruticis „krzew, krzak”[9].
- roanensis: góra Roan, Karolina Północna, Stany Zjednoczone[5].
- saguenayensis: Saguenay, Quebec, Kanada[10].

## Morfologia

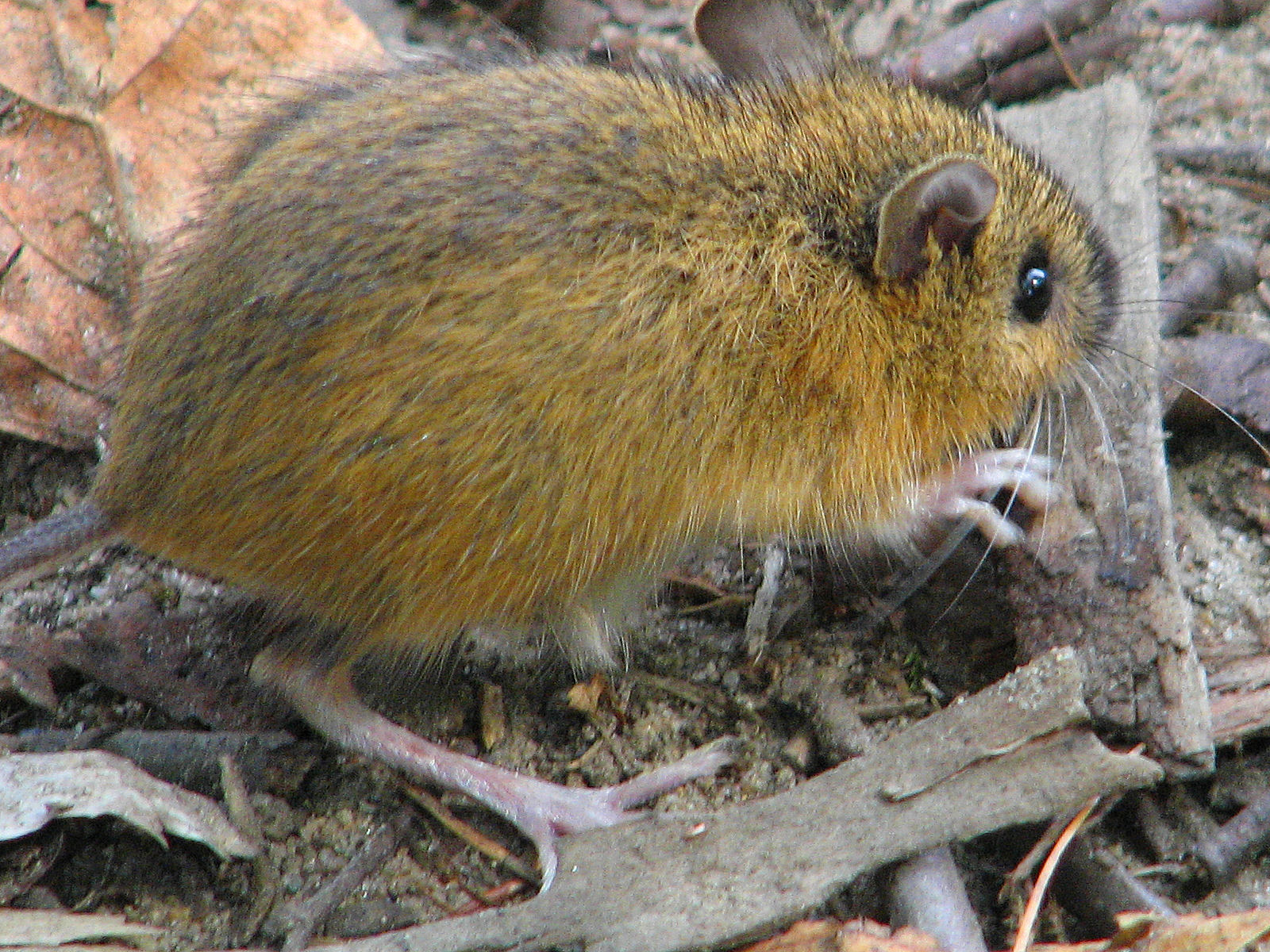
Skoczomysz w zbliżeniu

Długość ciała (bez ogona) 89–98 mm, długość ogona 115–160 mm (ok. 60% całkowitej długości), długość tylnej stopy 28–34 mm; masa ciała 17–26 g. Samice są nieco większe od samców; gryzonie z północnych populacji są średnio o 12% większe od skoczomyszy z południa zasięgu. Samica ma cztery pary sutków. Masa ciała wiosną i wczesnym latem to od 17 do 26 g, przed hibernacją lub w ciąży osiąga 35 g. Skoczomysz leśna ma biały spód ciała i wierzchnie strony stóp, żółtopomarańczowe boki ciała z czarnymi włosami pokrywowymi i czarną pręgę wzdłuż kręgosłupa. Końcówka ogona jest biała. Ubarwienie jest żywsze niż u mniejszej skoczomyszki łąkowej (Zapus hudsonius), nie ma ona też białego końca ogona. Kolory sierści pełnią funkcję maskującą wśród martwej roślinności dna lasu. Ciało skoczomyszy wykazuje typowe adaptacje do poruszania się skokami: długie tylne kończyny, z długimi kośćmi stopy i palców.

## Biologia

### Tryb życia
Skoczomysz leśna jest aktywna po zmroku i nocą, prowadzi naziemny tryb życia. Hibernuje od września-października po kwiecień-maj. Późnym latem, wraz ze skracającym się dniem gryzonie żerują intensywnie, gromadząc zapas tkanki tłuszczowej, niezbędny do przetrwania zimy, kiedy nie pobierają pokarmu. Normalna temperatura ciała zwierzęcia to 37 °C, w czasie hibernacji znacznie spada.
Skoczomyszy dożywają na wolności 4 lat, więcej niż większość drobnych północnoamerykańskich gryzoni.

### Pożywienie
Są wszystkożerne. Żywią się grzybami, ziarnami, gąsienicami, pędrakami i jagodami, zależnie od sezonu i miejsca występowania. Szczególnie istotne są dla nich grzyby Endogone; we wschodniej części zasięgu było to 40% pożywienia przebadanych skoczomyszy. Z tego względu pełnią one pożyteczną rolę w ekosystemie, pomagając w rozsiewaniu grzybów mikoryzowych. W innym badaniu 22% pożywienia zbadanych gryzoni stanowiły owady. Skoczomyszy leśne nie magazynują jedzenia.

### Rozród
Samce budzą się ze snu zimowego około dwóch tygodni przed samicami, samice są zdolne do rozrodu tuż po obudzeniu. Skoczomyszy rozmnażają się od maja do sierpnia, a nawet początku września. Niewiele wiadomo na temat ich zwyczajów godowych, ale w niewoli zdarza się, że molestowana samica rani uszy i ogon samca; zwykle nie są one agresywne wobec innych osobników. Ciąża trwa 23-29 dni, w miocie jest od jednego do siedmiu młodych (średnio 4,5); samica może wydać na świat dwa mioty w ciągu roku. Młode są w pełni owłosione po 24 dniach od urodzenia, do 34 dnia życia wyglądają podobnie do dorosłych. Mogą osiągnąć dojrzałość płciową nawet w ciągu 38 dni. W Nowej Szkocji samice rodzą jeden miot i nie stwierdzono, aby rozmnażały się w roku urodzenia.

### Zachowania
Skoczomyszy w ciągu dnia zwykle chowają się w norach, własnych lub innych drobnych ssaków, albo pod krzewami. Nora skoczomyszy ma do 1,5 m długości, wejście jest zakrywane w ciągu dnia. Budują one kuliste gniazdo z trawy i liści, osiągające 154 mm średnicy; może być ono ukryte w tunelu, krzaku lub umieszczone na ziemi. Gryzonie te przeważnie poruszają się chodząc lub podskakując na czterech kończynach. Zwykle skaczą na 0,6 do 0,9 m, ale wystraszone potrafią skoczyć na odległość 1,8 m i wysokość 60 cm. W innych źródłach można znaleźć informacje o skokach na odległość nawet 3 m. Przestraszona skoczomysz porusza się chaotycznymi skokami, po czym zastyga w bezruchu za gałęzią lub pod liściem, dezorientując w ten sposób drapieżnika.
Zwierzęta te potrafią się wspinać, w czym pomagają sobie balansując ogonem, a także pływać, choć na krótkich dystansach; zwykle unikają wody. Areał osobniczy samców ma powierzchnię ocenianą na 0,4–3,6 hektara, samicy – 0,4–2,6 ha. Gromadzą się wokół sezonowo dostępnych źródeł pokarmu (np. jagód). W niewoli nie są agresywne wobec własnego gatunku, sypiają wspólnie z innymi osobnikami. Zwykle są ciche, tylko młode popiskują po urodzeniu; dorosłe cicho cmokają przez sen lub tuż przed zapadnięciem w sen zimowy. Uderzanie ogonem o podłoże i sporadyczne podskoki świadczą o podnieceniu lub nerwowości.

### Interakcje międzygatunkowe
Drapieżnikami polującymi na skoczomyszy są węże Crotalus horridus i mokasyn miedziogłowiec (Agkistrodon contortrix), sowa syczoń krzykliwy (Megascops asio) i ssaki drapieżne: ryś rudy (Lynx rufus), wizon amerykański (Neovison vison), skunks zwyczajny (Mephitis mephitis), wilk szary (Canis lupus) i kot domowy (Felis catus). Skoczomyszy leśne przeważnie nie występują wspólnie z nornicą amerykańską (Myodes gapperi), co jest wiązane z agresją międzygatunkową, a nie rywalizacją o zasoby. Żerują na nich różne pasożyty wewnętrzne i zewnętrzne, najczęściej roztocz Demacarus newyorkensis.

## Populacja
Skoczomysz leśna ma duży zasięg występowania i stabilną populację. Jest uznawana za gatunek najmniejszej troski. Stwierdzono gęstość populacji od 5 do 60 osobników na hektar; w Nowej Szkocji jest ona zmienna w kolejnych latach, zależnie od przeżywalności młodych i sukcesu lęgowego.